# 上计制
上计制是中国古代的一种行政制度。是由下一级政府就自己辖区内的年度政绩制作文书，呈交给上一级政府。上一级政府通过对上计文书的审查来对地方政府的政绩进行考核，同时监督地方的行政。这种制度历史悠久，源于战国，在秦汉时发展得较为完备。

## 战国时期的上计制
战国时期，中央集权制初步形成，地方政府对中央承诺、担负、履行赋税义务，“岁终奉其成功，以效于君”（《荀子 · 王霸》），中央政府以此对地方政府实行财政监督和政绩考课，形成了“上计制”。官吏每年预先将一年内自己职权范围内的有关事物写在木“券”上，称为“计簿”或“计书”。官吏将之上交国君，国君剖“券”为二，分别存于君臣两处，年终去向君主汇报情况，君主执“券”进行考核，由相进行协助，给予赏罚。西门豹治邺时，就曾因为“甚简左右”，于是“上计，君收其玺”，被免官。
总体来看，战国时期上计制度还很不完善，考察内容局限于以赋税为主的政绩，赏罚具有较大随意性，合券责官的方法过于简单。西门豹上计被免后自请：“臣昔者不知所以治鄴，今臣得矣，原请玺复以治鄴。不当，请伏斧锧之罪。”魏文侯仅因西门豹之说辞就“不忍而复与之”。由此可见一斑。

## 汉时的上计制
汉朝时，上计制度已经发展得较为完备，并作为全国通行的制度而普遍存在着。随着郡县制的划分，汉朝的上计制度分成由县到郡，以及由郡到中央两个等级，后者简称郡上计。史书中有时直接简称的上计便是特指的郡上计
各郡国在每年年底将自己郡内的政绩制作成计簿，派遣上计吏（或简称计吏）前往中央参加正会汇报工作，并且将郡国应贡献给朝廷的贡品一同带去朝廷。春天的时候，朝廷会由丞相（或司徒）或者由皇帝亲自主持受计，接受各地计吏的汇报。
上计，从西汉初萧何起，转归丞相府管辖。汉武帝后相权被削弱，上计由近臣尚书主管，但形式上仍由丞相主持。东汉丞相改为司徒后成为虚职，但仍形式上主持上计，如“司徒袁逢受计，计吏数百人皆拜伏庭中，莫敢仰视”。

### 计簿
计簿，又称集簿，由是下级政府制作的汇报当年工作的政府文书。
为了保证统计数字统一、精确、真实，秦汉时期制定了种种制度，例如秦《仓》律规定“稻后禾熟，计稻后年”，由于统计数据是截止到该年九月为止，即计断九月，稻、谷收获时间不同，可能导致稻产量计算到下一年。同时也对上计发生差错的官员进行惩罚，如秦律中规定“计算错人户、马牛及诸货财值过六百六十钱为‘大误’，其他为‘小’”，再根据差错性质以及严重程度进行惩罚。又据《汉书·武帝功臣表》，众利侯郝贤在元狩二年就因“上谷太守入戍卒财物，上计慢”而被免。
据胡广《汉官解诂》记载，集簿内容包括“户口、垦田、钱谷入出、盗贼多少”。但根据东海县尹湾汉墓出土的“集簿”来看，集簿的内容所包括的内容远多于这几项，且非仅有简单数字。

大体上计簿包括以下内容，其中后三项另外专册书写，不与其它内容同在一册。
- 行政区的基本状况。包括所辖行政区的名称与面积，行政区内政府机构人员的人数和名单。
- 农业发展状况。行政区内各类田园的数量和增减状况。
- 财政收支。在谷钱对半的时期，对于钱的收支与谷的收支是分开计算的。
- 户口数量。还包括男女比例与增减、贫困人口的数量与赈济状况以及老年人的数量与待遇。
- 三老、孝悌、力田等的数量。
- 刑事案件的记录。
- 吏员的功绩考核记录。
- 在郡国的宗室名籍。

因为上计文书写得如何不仅决定于郡太守政绩，同时也取决于如何编写，因此郡太守对挑选编写计簿的人员也很重视。汉元帝年间，贡禹说：“郡国恐伏其诛，则择便巧史书习于计簿能欺上府者，以为右史。”（《汉书·贡禹传》）这表明在西汉中后期，地方政府在上计方面已经有了成熟的经验。

### 上计吏
每年底受郡国派遣，前往中央汇报地方政绩的官员。非常任职务，有时为临时挑选，通常由郡丞或郡国长吏担任。计吏要负责把郡国的计簿和与计偕人和物护送至京师，还要代表郡守参加朝廷的正旦大会以及其它的一些祭祀典礼活动。有时主持受计者会单独召见计吏，要他当面汇报郡国的状况，有些计吏会因对答时展现的才能而受到长官的赏识，因而获得升迁的机会。

### 与计偕
古时候，地方有向中央进贡土产與特产的义务。这些贡献之物因为与计吏一同进京，而被称作计偕物。地方有时会有一些需要将一些中央其它要求的人或物与计簿一同送到京城，通常称之为与计偕。其中包括朝廷下诏察举的贤良方正、文学高第等人才。後代往往稱上京會試為与计偕或计偕
。